# 孔穎達

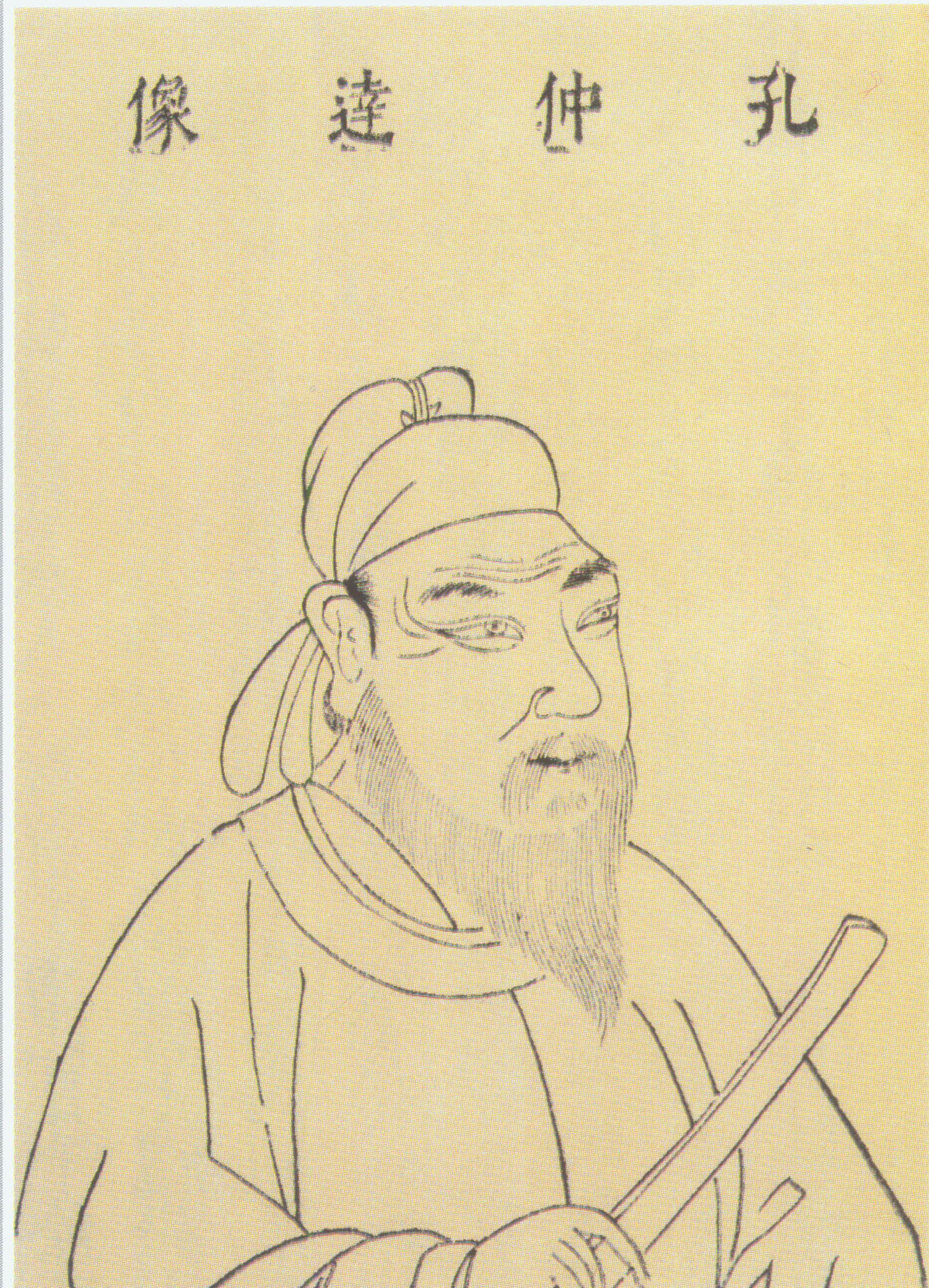
孔穎達

孔 穎達（く ようだつ、建徳3年（574年） - 貞観22年9月18日（648年10月10日））は、中国初唐の儒学者。字は沖遠、諡は憲。冀州衡水県（現在の河北省衡水市桃城区）の出身。孔子の32世の孫と称している。秦王府十八学士のひとりに挙げられた。
名前の日本語読みに関しては、漢音では「こうえいたつ」もしくは「こうえいだつ」となり、この読み方が用いられることもある。いっぽう、平安時代以来の慣行で呉音の「くえいたつ」「くえいだつ」「くようだつ」などと読み習わされる。

## 生涯
隋の大業元年（605年）、科挙の明経科に及第し、大学助教となる。のちに唐に仕え、国子博士、国子監祭酒、皇太子の侍講などを歴任した。
しばしば諫言を述べたため太宗李世民に信任された。魏徴と共に『隋書』の修撰に参画したことにより、名を残すこととなった。また、最も著名な業績は、「五経正義」170巻の撰述である。太宗は、儒教の流派が多く存在し、経典の解釈がさまざまにされていたのを統一させる目的で、孔穎達らに五経の義疏の撰述を命じ、完成したのが本書である。
これによって、儒教の経典のテキストの解釈が統一された。また、以後は、明経科の科挙試を受験する者に対して、この書を国定の教科書のような位置づけにしたため、受験者には便利であった。ただ、こういった気風によって学問の自由な発展は阻害される結果となった。

## 伝記資料
- 『旧唐書』巻73 列伝第23
- 『新唐書』巻198 列伝第123 儒学上